# Gian Simmen
Gian Simmen (Coira, 19 febbraio 1977) è un ex snowboarder svizzero.

## Palmarès

### Olimpiadi
- Oro a Nagano 1998 nell'halfpipe.